# 多特森嶺
76°46′S 161°25′E / 76.767°S 161.417°E
多特森嶺（英語：Dotson Ridge）是南極洲的山嶺，位於維多利亞地的斯科特海岸，屬於康沃伊山脈的一部分，長3公里，海拔高度1,640米，美國地質調查局根據測量和該國海軍的空中照片繪入地圖，現時由南極條約體系管理。